# 馬熱伊基艾區
馬熱伊基艾區是立陶宛特爾希艾縣内的市镇，位于该国西北部，行政中心为马热伊基艾。市镇面積为1,220平方公里，2020年人口数量为51,067人。